# Ichneumon placitus
Ichneumon placitus là một loài tò vò trong họ Ichneumonidae.